# 高橋偵造
高橋 偵造（たかはし ていぞう、1875年9月2日 - 1952年9月26日）は、日本の農芸化学者。

## 経歴
長野県水内郡常盤村（現飯山市）生まれ。旧制松本中学（長野県松本深志高等学校）、第一高等学校を経て、1900年東京帝国大学農学部農芸化学科を卒業。1907年農学博士となる。
大蔵省醸造試験所勤務を経て、1922年（大正11年）母校教授となり、農学部長をつとめ、発酵学、醸造学の講義を担当した。清酒や醤油、味噌などの自然純粋培養による菌学的研究を確立させた。日本農芸化学会会長、学士院会員を歴任。
1950年（昭和25年）、日本学士院（当時の第二部自然科学部門）会員になる。新会員一同は、昭和天皇から皇居に招かれたが高橋は欠席した。

## 栄典
- 1912年（大正元年）12月28日 - 正六位[3]
- 1918年（大正7年）2月12日 - 従五位[4]

## 主著
- 「最近清酒醸造法」博文館 1909
- 「世界の酒」大谷商店 1915
- 「人工清酒並に其類似品の製造法」日本農芸化学会 1927
- 「綜合農産製造学 農産物加工編」 西ケ原刊行会 1930
- 「農産製造実習法」 産業図書 1946
- 「家庭製品の科学」 家庭社 1948